# 三社站
三社站（韓語：삼사역）是朝鮮民主主義人民共和國两江道白岩郡的一個鐵路車站，属于白茂线。

## 邻近车站
白茂线
上坍站 - 三社站 - 天水站